# Asesinato de Eduardo Puelles
El asesinato de Eduardo Puelles fue perpetrado por la organización terrorista ETA en Arrigorriaga (Vizcaya), España, el 19 de junio de 2009, mediante la colocación de una bomba lapa en su automóvil. Puelles era inspector del Cuerpo Nacional de Policía de España, dedicado a la lucha antiterrorista, y su relevancia vino propiciada por ser el primer atentado cometido por la banda desde el cambio de gobierno en el Gobierno Vasco tras las elecciones de 2009 y por ser el último atentado mortal cometido por ETA en el País Vasco. El hecho se produjo, además, el día en que se cumplía el 22 aniversario del atentado de Hipercor, el atentado de ETA que mayor número de víctimas causó, con 21 asesinados.

## Víctima
Eduardo Antonio Puelles García había nacido en Baracaldo (Vizcaya) el 8 de enero de 1960; era hijo de emigrantes castellanos -su padre era de Valladolid y su madre de Burgos-, siendo el segundo de 5 hermanos. Ingresó en el Cuerpo Nacional de Policía en 1982. Estuvo destinado en las comisarías de Alicante, Irún (Guipúzcoa) y Portugalete (Vizcaya), hasta 1991, en que fue asignado a Bilbao. En 2002 fue ascendido a inspector.
Tras unos años dedicado a investigaciones relacionadas con el terrorismo y la violencia callejera, como Jefe de Grupo de la Brigada de Información de Bilbao (a la que pertenecía desde 1997), se convirtió en máximo responsable en esta ciudad de las investigaciones relacionadas con las actividades de la organización terrorista ETA, prestando servicio en la comisaría bilbaína de Indauchu.
Durante su servicio al mando del Grupo, Puelles participó en 10 operaciones policiales que supusieron la detención de más de setenta miembros o colaboradores de ETA, entre las que destacó la desarticulación en 2004 del "comando Vizcaya".

## Hechos
El 19 de junio de 2009 sobre las 9:00 h., cuando puso en marcha su vehículo Renault Mégane con el que se disponía a desplazarse a su puesto, y estacionado en un parqueadero exterior del municipio de Arrigorriaga en el que residía, se produjo una potente explosión que incendió el automóvil, quedando calcinado en su interior Puelles, a quien no dio tiempo a reaccionar. La deflagración se produjo a causa de la colocación de un artefacto (compuesto por 2 kg de explosivo) que había sido colocado oculto por miembros de ETA junto al depósito de gasolina del auto.
A pesar de la llegada inmediata de una ambulancia y varias dotaciones de bomberos, cuando el incendio (que también afectó a otros cinco vehículos) fue extinguido, el inspector se encontraba ya fallecido. Debido a la proximidad de su domicilio, se dio la circunstancia de que a los pocos minutos de la explosión se personó en el lugar la esposa de la víctima, que tuvo que ser atendida víctima de una crisis de ansiedad. La víctima era padre de dos hijos de 16 y 21 años.

## Repercusión
El asesinato de Puelles fue el primero perpetrado por la organización terrorista tras la toma de posesión como Lehendakari de Patxi López, que había sustituido a Juan José Ibarretxe el 7 de mayo anterior. El atentado fue en un principio atribuido a miembros legales (no fichados por la Policía) de la banda terrorista. Los miembros del Parlamento Vasco, así como todas las fuerzas políticas democráticas del estado, condenaron unánimemente el asesinato. Asimismo, el presidente del gobierno José Luis Rodríguez Zapatero impuso a Eduardo Puelles la Medalla de Oro de la Orden del Mérito Policial.
Su funeral tuvo carácter de estado, y asistieron los Príncipes de Asturias y los máximos representantes de los gobiernos de nacional y autonómico, así como los máximos representantes de los principales partidos políticos. Se celebró el día siguiente en la ciudad de Bilbao, donde por la tarde también se llevó a cabo una manifestación de repulsa por el asesinato convocada por el Gobierno Vasco. La multitudinaria marcha, a la que acudieron más de 25.000 personas, culminó en el Ayuntamiento de Bilbao, donde el Lehendakari pronunció un discurso de homenaje y condenando el atentado. A continuación, la viuda del inspector, que estaba acompañada de sus dos hijos, se dirigió a los asistentes, en una intervención dirigida especialmente a los asesinos de su marido.
En julio de 2009, el Consejo de Ministros aprobó el ascenso a título póstumo de Puelles a la categoría de Inspector-Jefe. Asimismo, el Ayuntamiento de Baracaldo promovió actos de reconocimiento y homenaje como víctima del terrorismo, iniciando los trámites para la concesión la Medalla de Oro de la Anteiglesia de Baracaldo, moción aprobada por todos los partidos representados en la corporación municipal a excepción de los tres ediles de ANV.
En septiembre de 2009, la familia de Puelles instó al Ayuntamiento de Arrigorriaga a la realización de actos de reconocimiento y homenaje en dicha localidad, en concreto la otorgación de algún espacio público con su nombre, así como la retirada de nombres de calles dedicados a miembros de ETA, hecho que fue ratificado por el Tribunal Superior vasco. La familia de Puelles colocó una placa en el lugar del atentado en 2015; lugar en el que anualmente convocan una concentración de homenaje.

## Detenciones
En la madrugada del 1 de marzo de 2011 fueron detenidos cuatro miembros del comando Otazua vinculados con el atentado: Lorena López Díez (31 años), Iñigo Zapirain Romano (34), Beatriz Etxeberría Caballero (33) y Daniel Pastor Alonso (37). Pastor, jefe del comando, Zapirain y Etxebarria fueron condenados en 2013 por la Audiencia Nacional a 45 años de cárcel cada uno y a indeminzar económicamente a la viuda e hijos de Puelles.